# Ian Bannen
Ian Edmund Bannen, född 29 juni 1928 i Airdrie i dåvarande Lanarkshire, död 3 november 1999 i en trafikolycka nära Loch Ness, var en brittisk (skotsk) skådespelare. Han Oscarsnominerades 1966 i kategorin bästa manliga biroll för sin insats i Flykten från öknen (1965), men priset gick till Martin Balsam.

## Filmografi (filmer som haft svensk premiär)
- 1957 – I giljotinens skugga
- 1958 – Man är väl diplomat
- 1960 – Vår franska fröken
- 1961 – En fredag halv 12
- 1963 – Sahara sex
- 1965 – Flykten från öknen
- 1965 – Kullen
- 1965 – De' ä fult att göra miljonkupper
- 1969 – Lås in dina döttrar
- 1969 – För sent för hjältar
- 1970 – Jane Eyre
- 1970 – Självmordspatrullen
- 1970 – Djävulens ryggrad
- 1972 – Övergreppet
- 1973 – Skuggor från dödsriket
- 1973 – Fällan
- 1974 – Resan
- 1975 – De red för livet
- 1976 – Polislarm Sweeney!
- 1977 – Inglorious Bastards
- 1981 – Nålens öga
- 1981 – Flykt i natten
- 1982 – Gandhi
- 1983 – Brottsplats: Gorkij parken
- 1985 – För rikets säkerhet
- 1985 – Lamb
- 1987 – Hope and Glory
- 1989 – Jag ger aldrig upp
- 1990 – Perry Mason. Fallet med de dolda motiven
- 1992 – Begär
- 1993 – The Sound and the Silence
- 1995 – Braveheart
- 1995 – En kvinnas hämnd
- 1996 – Arvsynd
- 1998 – Lottomiljonären

## Utmärkelse
- 1999 - Golden Satellite Award - bästa skådespelare i komedi eller musikal för Lottomiljonären